# 潘永基
潘永基（483年—538年），字绍业，长乐郡广宗县（今河北省威县东）人，南北朝北魏至东魏的军事人物、官员，中书侍郎潘灵虬之子。

## 生平
潘永基起初担任冀州镇东府法曹行参军，后转任威烈将军、扬州曲阳戍主。之后担任西硖石戍主，兼任治陈留、南梁二郡事务。曾任扬州车骑府主簿，逐渐晋升为虎贲中郎将、直寝、前将军。后出任持节、平北将军、冀州防城都督、长乐郡太守。葛荣攻打信都时，采用水攻的方式包围城池，潘永基与冀州刺史元孚联手防御。由于城外没有援军，城内粮食逐渐匮乏，从春季坚守到冬季，最终因力竭而城池陷落。当葛荣准备杀害元孚时，潘永基主动提出愿代元孚受死。永安二年（529年），潘永基被任命为颍川郡太守，后转任镇东将军、东徐州刺史。南朝梁将领曹世宗、马洪武等人率军入侵时，他出兵迎击并将其击败。永熙年间，他获授征东将军、金紫光禄大夫之职，又升任车骑将军、左光禄大夫。不久后加授卫大将军，再次担任东徐州刺史。元象元年（538年），潘永基去世，享年五十六岁。朝廷追赠他为散骑常侍、都督冀瀛沧三州诸军事、骠骑大将军、尚书右仆射、司徒公、冀州刺史。

## 子女
- 潘子義，隋朝担任尚書右丞
- 潘子礼，州主簿
- 潘子智，東魏武定年間，担任太尉士曹参軍